# Chrášťany (okres České Budějovice)
Obec Chrášťany se nachází v okrese České Budějovice, kraj Jihočeský, zhruba 9 km ssz. od Týna nad Vltavou. Obec se rozkládá na dvou nesousedících územích. Žije zde 734 obyvatel.

## Části obce
Obec Chrášťany se skládá z pěti částí na pěti katastrálních územích. Část Pašovice leží na odděleném území od ostatních částí.
- Chrášťany (k. ú. Chrášťany u Týna nad Vltavou)
- Doubrava (k. ú. Doubrava nad Vltavou)
- Doubravka (k. ú. Doubravka u Týna nad Vltavou)
- Koloměřice (i název k. ú.)
- Pašovice (i název k. ú.)

## Historie
První písemná zmínka o vsi (Chrasczan) pochází z roku 1352.

## Pamětihodnosti
- Kostel svatého Bartoloměje, uprostřed vsi. Jednolodní budova s pravoúhle zakončeným presbytářem a hranolovou věží v západním průčelí. Nynější stavba pochází z roku 1912, kdy nahradila původní, raně gotický kostel, poprvé připomínaný roku 1384. Ze starého kostela dochováno vybavení (hlavní oltář a kazatelna z doby kolem roku 1700, boční oltáře Panny Marie a sv. Jana Nepomuckého ze druhé čtvrtiny 18. století, kamenná křtitelnice pozdně gotická) a některé architektonické detaily, kupříkladu gotický portál, použitý coby jižní postranní vstup.
- Výklenková kaplička z roku 1894, jihozápadně od Chrášťan při silnici do Doubravky
- Pomník padlých z roku 1933, připomíná 14 občanů, kteří se nevrátili z první světové války, později doplněn deskou se jmény 19 obětí nacistické okupace

## Osobnosti
- Věroslav Mertl (1929–2013), spisovatel